# Élections municipales de 2017 dans le Kamouraska
Pour un article plus général, voir Élections municipales de 2017 dans le Bas-Saint-Laurent.
Cet article concerne les élections municipales de 2017 dans le Bas-Saint-Laurent dans la municipalité régionale de comté de Kamouraska.

## Kamouraska
| Candidats pour la mairie                     | Vote            | %               |
| -------------------------------------------- | --------------- | --------------- |
| Gilles A. Michaud (Sortant d'un autre poste) | Sans opposition | Sans opposition |

| Candidats conseiller #1 | Vote            | %               |
| ----------------------- | --------------- | --------------- |
| Robert Lavoie           | Sans opposition | Sans opposition |

| Candidats conseiller #2 | Vote            | %               |
| ----------------------- | --------------- | --------------- |
| Patrick Pelletier       | Sans opposition | Sans opposition |

| Candidats conseiller #3 | Vote | % |
| ----------------------- | ---- | - |
| Aucune candidature      |      |   |

| Candidats conseiller #4 | Vote            | %               |
| ----------------------- | --------------- | --------------- |
| Michel Dion (Sortant)   | Sans opposition | Sans opposition |

| Candidats conseiller #5 | Vote            | %               |
| ----------------------- | --------------- | --------------- |
| Hervé Voyer (Sortant)   | Sans opposition | Sans opposition |

| Candidats conseiller #6 | Vote | % |
| ----------------------- | ---- | - |
| Aucune candidature      |      |   |

- Viviane Métivier et Denis Robillard deviennent respectivement conseillère #3 et conseiller #6 en cours de mandat.

## La Pocatière
| Candidats pour la mairie       | Vote  | %     |
| ------------------------------ | ----- | ----- |
| Sylvain Hudon (Sortant)        | 1 003 | 66,96 |
| Luc Pelletier                  | 495   | 33,04 |
| Taux de participation : 45,5 % |       |       |

| Candidats conseiller #1 | Vote            | %               |
| ----------------------- | --------------- | --------------- |
| Vincent Bérubé          | Sans opposition | Sans opposition |

| Candidats conseiller #2                       | Vote            | %               |
| --------------------------------------------- | --------------- | --------------- |
| Lise Bellefeuille (Sortante d'un autre poste) | Sans opposition | Sans opposition |

| Candidats conseiller #3                  | Vote            | %               |
| ---------------------------------------- | --------------- | --------------- |
| Lise Garneau (Sortante d'un autre poste) | Sans opposition | Sans opposition |

| Candidats conseiller #4 | Vote            | %               |
| ----------------------- | --------------- | --------------- |
| Mario Guignard          | Sans opposition | Sans opposition |

| Candidats conseiller #5 | Vote            | %               |
| ----------------------- | --------------- | --------------- |
| Simon Fissette          | Sans opposition | Sans opposition |

| Candidats conseiller #5                  | Vote            | %               |
| ---------------------------------------- | --------------- | --------------- |
| Steve Leclerc (Sortant d'un autre poste) | Sans opposition | Sans opposition |

- Décès de Lise Garneau (conseillère #3) le 9 juin 2021[1].

## Mont-Carmel
| Candidats pour la mairie                   | Vote            | %               |
| ------------------------------------------ | --------------- | --------------- |
| Pierre Saillant (Sortant d'un autre poste) | Sans opposition | Sans opposition |

| Candidats conseiller #1     | Vote            | %               |
| --------------------------- | --------------- | --------------- |
| Colette Beaulieu (Sortante) | Sans opposition | Sans opposition |

| Candidats conseiller #2      | Vote            | %               |
| ---------------------------- | --------------- | --------------- |
| Karine Saint-Jean (Sortante) | Sans opposition | Sans opposition |

| Candidats conseiller #3 | Vote            | %               |
| ----------------------- | --------------- | --------------- |
| Fany Moreau-Harvey      | Sans opposition | Sans opposition |

| Candidats conseiller #4 | Vote            | %               |
| ----------------------- | --------------- | --------------- |
| Lucien Dionne           | Sans opposition | Sans opposition |

| Candidats conseiller #5 | Vote            | %               |
| ----------------------- | --------------- | --------------- |
| Cindy Saint-Jean        | Sans opposition | Sans opposition |

| Candidats conseiller #6 | Vote            | %               |
| ----------------------- | --------------- | --------------- |
| Lauréat Jean (Sortant)  | Sans opposition | Sans opposition |

- Démission de Fany Moreau-Harvey (conseillère #3) le 9 mai 2018[2].

- Réjeanne Raymond Roussel entre au conseil à titre de conseillère #3 le 13 août 2018[3].

| Candidats conseiller #3  | Vote | % |
| ------------------------ | ---- | - |
| Réjeanne Raymond Roussel |      |   |

## Rivière-Ouelle
| Candidats pour la mairie       | Vote            | %               |
| ------------------------------ | --------------- | --------------- |
| Louis-Georges Simard (Sortant) | Sans opposition | Sans opposition |

| Candidats conseiller #1 | Vote            | %               |
| ----------------------- | --------------- | --------------- |
| François Chalifour      | Sans opposition | Sans opposition |

| Candidats conseiller #2     | Vote            | %               |
| --------------------------- | --------------- | --------------- |
| Léo-Paul Thibault (Sortant) | Sans opposition | Sans opposition |

| Candidats conseiller #3 | Vote            | %               |
| ----------------------- | --------------- | --------------- |
| Dario Gagnon (Sortant)  | Sans opposition | Sans opposition |

| Candidats conseiller #4 | Vote | %     |
| ----------------------- | ---- | ----- |
| Marie Dubois            | 244  | 72,84 |
| André Carrier           | 91   | 27,16 |

| Candidats conseiller #5 | Vote            | %               |
| ----------------------- | --------------- | --------------- |
| Gilles Martin (Sortant) | Sans opposition | Sans opposition |

| Candidats conseiller #6 | Vote            | %               |
| ----------------------- | --------------- | --------------- |
| Doris Gagnon            | Sans opposition | Sans opposition |

- Yves Martin remplace Dario Gagnon à titre de conseiller #3 en 2019[4].

| Candidats conseiller #3 | Vote | % |
| ----------------------- | ---- | - |
| Yves Martin             |      |   |

## Saint-Alexandre-de-Kamouraska
| Candidats pour la mairie            | Vote            | %               |
| ----------------------------------- | --------------- | --------------- |
| Anita Ouellet-Castonguay (Sortante) | Sans opposition | Sans opposition |

| Candidats conseiller #1 | Vote            | %               |
| ----------------------- | --------------- | --------------- |
| Simon Vaillancourt      | Sans opposition | Sans opposition |

| Candidats conseiller #2 | Vote            | %               |
| ----------------------- | --------------- | --------------- |
| Marc Lévesque (Sortant) | Sans opposition | Sans opposition |

| Candidats conseiller #3          | Vote            | %               |
| -------------------------------- | --------------- | --------------- |
| Diane Lapointe-Anctil (Sortante) | Sans opposition | Sans opposition |

| Candidats conseiller #4 | Vote            | %               |
| ----------------------- | --------------- | --------------- |
| Patrick Ouellet         | Sans opposition | Sans opposition |

| Candidats conseiller #5 | Vote            | %               |
| ----------------------- | --------------- | --------------- |
| Alexandre Lefrançois    | Sans opposition | Sans opposition |

| Candidats conseiller #6    | Vote            | %               |
| -------------------------- | --------------- | --------------- |
| Johanne Bernier (Sortante) | Sans opposition | Sans opposition |

## Saint-André
| Candidats pour la mairie  | Vote            | %               |
| ------------------------- | --------------- | --------------- |
| Gervais Darisse (Sortant) | Sans opposition | Sans opposition |

| Candidats conseiller #1  | Vote            | %               |
| ------------------------ | --------------- | --------------- |
| Suzanne Bossé (Sortante) | Sans opposition | Sans opposition |

| Candidats conseiller #2                 | Vote            | %               |
| --------------------------------------- | --------------- | --------------- |
| Alain Parent (Sortant d'un autre poste) | Sans opposition | Sans opposition |

| Candidats conseiller #3 | Vote            | %               |
| ----------------------- | --------------- | --------------- |
| Benoit St-Jean          | Sans opposition | Sans opposition |

| Candidats conseiller #4 | Vote            | %               |
| ----------------------- | --------------- | --------------- |
| Guy Lapointe            | Sans opposition | Sans opposition |

| Candidats conseiller #5 | Vote            | %               |
| ----------------------- | --------------- | --------------- |
| Ghislaine Chamberland   | Sans opposition | Sans opposition |

| Candidats conseiller #6 | Vote            | %               |
| ----------------------- | --------------- | --------------- |
| Josianne Sirois         | Sans opposition | Sans opposition |

## Saint-Bruno-de-Kamouraska
| Candidats pour la mairie       | Vote | %     |
| ------------------------------ | ---- | ----- |
| Richard Caron                  | 271  | 81,14 |
| Roger Lavoie (Sortant)         | 63   | 18,86 |
| Taux de participation : 57,7 % |      |       |

| Candidats conseiller #1 | Vote            | %               |
| ----------------------- | --------------- | --------------- |
| Gilles Beaulieu         | Sans opposition | Sans opposition |

| Candidats conseiller #2 | Vote            | %               |
| ----------------------- | --------------- | --------------- |
| André Caron             | Sans opposition | Sans opposition |

| Candidats conseiller #3 | Vote | %     |
| ----------------------- | ---- | ----- |
| Philippe Morneau-Hardy  | 236  | 73,98 |
| Michel Ferland          | 83   | 26,02 |

| Candidats conseiller #4 | Vote            | %               |
| ----------------------- | --------------- | --------------- |
| Valérie Bourgoin        | Sans opposition | Sans opposition |

| Candidats conseiller #5 | Vote            | %               |
| ----------------------- | --------------- | --------------- |
| Gabrielle Filteau-Chiba | Sans opposition | Sans opposition |

| Candidats conseiller #6 | Vote            | %               |
| ----------------------- | --------------- | --------------- |
| Joel Landry (Sortant)   | Sans opposition | Sans opposition |

- Démission de Joël Landry (conseiller #6) en août-septembre 2018[5].

- Michel Ferland fait son entrée au conseil à titre de conseiller #6 en novembre 2018[6].

| Candidats conseiller #6 | Vote | % |
| ----------------------- | ---- | - |
| Michel Ferland          |      |   |

- Démission de Gabrielle Filteau-Chiba (conseillère #5) en janvier 2019[7].

- Julie Nadeau entre au conseil à titre de conseillère #5 en février 2019[8].

| Candidats conseiller #5 | Vote | % |
| ----------------------- | ---- | - |
| Julie Nadeau            |      |   |

## Saint-Denis-De La Bouteillerie
| Candidats pour la mairie | Vote            | %               |
| ------------------------ | --------------- | --------------- |
| Jean Dallaire (Sortant)  | Sans opposition | Sans opposition |

| Candidats conseiller #1                  | Vote            | %               |
| ---------------------------------------- | --------------- | --------------- |
| Réal Lévesque (Sortant d'un autre poste) | Sans opposition | Sans opposition |

| Candidats conseiller #2 | Vote            | %               |
| ----------------------- | --------------- | --------------- |
| Lynda Lizotte           | Sans opposition | Sans opposition |

| Candidats conseiller #3 | Vote            | %               |
| ----------------------- | --------------- | --------------- |
| Dany Chénard            | Sans opposition | Sans opposition |

| Candidats conseiller #4                   | Vote            | %               |
| ----------------------------------------- | --------------- | --------------- |
| Patrick Dionne (Sortant d'un autre poste) | Sans opposition | Sans opposition |

| Candidats conseiller #5 | Vote            | %               |
| ----------------------- | --------------- | --------------- |
| Étienne Brodeur         | Sans opposition | Sans opposition |

| Candidats conseiller #6 | Vote            | %               |
| ----------------------- | --------------- | --------------- |
| Jean-Luc Therrien       | Sans opposition | Sans opposition |

- Manon Bélanger remplace Jean-Luc Therrien à titre de conseillère #6 en cours de mandat.

## Saint-Gabriel-Lalemant
| Candidats pour la mairie               | Vote            | %               |
| -------------------------------------- | --------------- | --------------- |
| René Lavoie (Sortant d'un autre poste) | Sans opposition | Sans opposition |

| Candidats conseiller #1 | Vote            | %               |
| ----------------------- | --------------- | --------------- |
| Evans Gagnon (Sortant)  | Sans opposition | Sans opposition |

| Candidats conseiller #2    | Vote            | %               |
| -------------------------- | --------------- | --------------- |
| Gilles Pelletier (Sortant) | Sans opposition | Sans opposition |

| Candidats conseiller #3 | Vote | % |
| ----------------------- | ---- | - |
| Aucune candidature      |      |   |

| Candidats conseiller #3 | Vote | % |
| ----------------------- | ---- | - |
| Aucune candidature      |      |   |

| Candidats conseiller #5  | Vote            | %               |
| ------------------------ | --------------- | --------------- |
| Gilles Ouellet (Sortant) | Sans opposition | Sans opposition |

| Candidats conseiller #6 | Vote            | %               |
| ----------------------- | --------------- | --------------- |
| Danielle D'Anjou        | Sans opposition | Sans opposition |

- Les postes de conseiller #3 et conseiller #4 sont comblés par Gilles DesRosiers et France Simard entre novembre 2017 et décembre 2018[9].

- Démission d'Evans Gagnon (conseiller #1) le 3 décembre 2019[10].

- Steeve Thériault est proclamé élu conseiller #1 le 31 janvier 2020[11].

| Candidats conseiller #1 | Vote | % |
| ----------------------- | ---- | - |
| Steeve Thériault        |      |   |

- Démission de Gilles Pelletier (conseiller #2) le 6 avril 2020[12].

## Saint-Germain-de-Kamouraska
| Candidats pour la mairie  | Vote            | %               |
| ------------------------- | --------------- | --------------- |
| Daniel Laplante (Sortant) | Sans opposition | Sans opposition |

| Candidats conseiller #1 | Vote            | %               |
| ----------------------- | --------------- | --------------- |
| Julie Gagnon            | Sans opposition | Sans opposition |

| Candidats conseiller #2 | Vote            | %               |
| ----------------------- | --------------- | --------------- |
| Roger Moreau (Sortant)  | Sans opposition | Sans opposition |

| Candidats conseiller #3   | Vote            | %               |
| ------------------------- | --------------- | --------------- |
| Gervais Couture (Sortant) | Sans opposition | Sans opposition |

| Candidats conseiller #4      | Vote            | %               |
| ---------------------------- | --------------- | --------------- |
| Francine Rodrigue (Sortante) | Sans opposition | Sans opposition |

| Candidats conseiller #5   | Vote | %     |
| ------------------------- | ---- | ----- |
| Monique Potvin (Sortante) | 81   | 67,50 |
| Yves Villeneuve           | 39   | 32,50 |

| Candidats conseiller #6 | Vote            | %               |
| ----------------------- | --------------- | --------------- |
| Marco Dionne (Sortant)  | Sans opposition | Sans opposition |

- Démission de Gervais Couture (conseiller #3) peu avant le 6 août 2019[13].

- Maxime Alexandre entre au conseil à titre de conseiller #3 peu avant le 4 novembre 2019[14].

## Saint-Joseph-de-Kamouraska
| Candidats pour la mairie                    | Vote            | %               |
| ------------------------------------------- | --------------- | --------------- |
| Nancy St-Pierre (Sortante d'un autre poste) | Sans opposition | Sans opposition |

| Candidats conseiller #1 | Vote            | %               |
| ----------------------- | --------------- | --------------- |
| Yves Lapointe (Sortant) | Sans opposition | Sans opposition |

| Candidats conseiller #2 | Vote            | %               |
| ----------------------- | --------------- | --------------- |
| Michel Viens            | Sans opposition | Sans opposition |

| Candidats conseiller #3 | Vote            | %               |
| ----------------------- | --------------- | --------------- |
| Charles-Henri Montamat  | Sans opposition | Sans opposition |

| Candidats conseiller #4 | Vote            | %               |
| ----------------------- | --------------- | --------------- |
| Francis Boucher         | Sans opposition | Sans opposition |

| Candidats conseiller #5 | Vote            | %               |
| ----------------------- | --------------- | --------------- |
| Raymond Frève           | Sans opposition | Sans opposition |

| Candidats conseiller #6 | Vote            | %               |
| ----------------------- | --------------- | --------------- |
| Renaud Ouellet          | Sans opposition | Sans opposition |

## Saint-Onésime-d'Ixworth
| Partis                         | Partis                     | Candidats pour la mairie         | Vote | %     |
| ------------------------------ | -------------------------- | -------------------------------- | ---- | ----- |
|                                | Ensemble pour les citoyens | Benoit Pilotto                   | 207  | 58,81 |
|                                | Indépendant                | Hélène Laboissonnière (Sortante) | 145  | 41,19 |
| Taux de participation : 69,4 % |                            |                                  |      |       |

| Partis | Partis                     | Candidats conseiller #1       | Vote | %     |
| ------ | -------------------------- | ----------------------------- | ---- | ----- |
|        | Ensemble pour les citoyens | Christine Ouellet             | 195  | 55,24 |
|        | Indépendant                | Guylaine Pelletier (Sortante) | 158  | 44,76 |

| Partis | Partis                     | Candidats conseiller #2  | Vote | %     |
| ------ | -------------------------- | ------------------------ | ---- | ----- |
|        | Ensemble pour les citoyens | Bertrand Ouellet         | 208  | 59,26 |
|        | Indépendant                | Yvan Bouchard (Sortante) | 143  | 40,74 |

| Partis | Partis                     | Candidats conseiller #3     | Vote            | %               |
| ------ | -------------------------- | --------------------------- | --------------- | --------------- |
|        | Ensemble pour les citoyens | Marie-Ève Lévesque-Gaudreau | Sans opposition | Sans opposition |

| Partis | Partis                     | Candidats conseiller #4 | Vote | %     |
| ------ | -------------------------- | ----------------------- | ---- | ----- |
|        | Ensemble pour les citoyens | Denis Miville           | 183  | 52,44 |
|        | Indépendant                | Jean Bernier (Sortante) | 166  | 47,56 |

| Partis | Partis                     | Candidats conseiller #5 | Vote | %     |
| ------ | -------------------------- | ----------------------- | ---- | ----- |
|        | Ensemble pour les citoyens | Denis Lizotte           | 237  | 68,10 |
|        | Indépendant                | Claudine Petit          | 111  | 31,90 |

| Partis | Partis      | Candidats conseiller #6 | Vote            | %               |
| ------ | ----------- | ----------------------- | --------------- | --------------- |
|        | Indépendant | Gilles Gagnon (Sortant) | Sans opposition | Sans opposition |

- Démission de Gilles Gagnon (conseiller #6) en juillet 2019[15].

- Alfred Ouellet devient conseiller #6 en octobre 2019[16].

- Démission de Marie-Ève Lévesque-Gaudreau (conseillère #3) en novembre-décembre 2019[17].

- Roxanne Simard-Mills devient conseillère #3 en janvier 2020[18].

- Démission de Roxanne Simard-Mills (conseillère #3) le 21 janvier 2021[19].

## Saint-Pacôme
| Candidats pour la mairie | Vote            | %               |
| ------------------------ | --------------- | --------------- |
| Robert Bérubé            | Sans opposition | Sans opposition |

| Candidats conseiller #1 | Vote            | %               |
| ----------------------- | --------------- | --------------- |
| Nicholas Ouellet        | Sans opposition | Sans opposition |

| Candidats conseiller #2 | Vote            | %               |
| ----------------------- | --------------- | --------------- |
| Alain Desjardins        | Sans opposition | Sans opposition |

| Candidats conseiller #3 | Vote            | %               |
| ----------------------- | --------------- | --------------- |
| Pierre Lachaîne         | Sans opposition | Sans opposition |

| Candidats conseiller #4 | Vote            | %               |
| ----------------------- | --------------- | --------------- |
| Sarto Dubé              | Sans opposition | Sans opposition |

| Candidats conseiller #5 | Vote            | %               |
| ----------------------- | --------------- | --------------- |
| René Royer              | Sans opposition | Sans opposition |

| Candidats conseiller #6       | Vote            | %               |
| ----------------------------- | --------------- | --------------- |
| Nathalie Desroches (Sortante) | Sans opposition | Sans opposition |

- Démission de Nathalie Desroches (conseillère #6) en août 2018[20].

- Démission d'Alain Desjardins (conseillère #2) en février 2019[20].

- Philippe Gauvin-Lévesque et Martin Morais sont élus respectivement conseillers #2 et #6.

## Saint-Pascal
| Partis                         | Partis                          | Candidats pour la mairie | Vote | %     |
| ------------------------------ | ------------------------------- | ------------------------ | ---- | ----- |
|                                | Équipe Vision Saint-Pascal      | Renald Bernier (Sortant) | 917  | 60,61 |
|                                | Enfin une équipe à votre écoute | Clermont Desgagnés       | 596  | 39,39 |
| Taux de participation : 53,5 % |                                 |                          |      |       |

| Partis | Partis                          | Candidats conseiller #1 | Vote | %     |
| ------ | ------------------------------- | ----------------------- | ---- | ----- |
|        | Équipe Vision Saint-Pascal      | Jean Caron              | 842  | 56,28 |
|        | Enfin une équipe à votre écoute | Mélanie Ouellet         | 654  | 43,72 |

| Partis | Partis                          | Candidats conseiller #2       | Vote | %     |
| ------ | ------------------------------- | ----------------------------- | ---- | ----- |
|        | Équipe Vision Saint-Pascal      | Isabelle Chouinard (Sortante) | 922  | 61,67 |
|        | Enfin une équipe à votre écoute | Diane Michaud                 | 573  | 38,33 |

| Partis | Partis                          | Candidats conseiller #3    | Vote | %     |
| ------ | ------------------------------- | -------------------------- | ---- | ----- |
|        | Équipe Vision Saint-Pascal      | Réjean Pelletier (Sortant) | 782  | 52,10 |
|        | Enfin une équipe à votre écoute | François Gagné-Bérubé      | 719  | 47,90 |

| Partis | Partis                          | Candidats conseiller #3   | Vote | %     |
| ------ | ------------------------------- | ------------------------- | ---- | ----- |
|        | Enfin une équipe à votre écoute | Daniel Beaulieu           | 917  | 60,53 |
|        | Équipe Vision Saint-Pascal      | Francine Soucy (Sortante) | 598  | 39,47 |

| Partis | Partis                          | Candidats conseiller #5 | Vote  | %     |
| ------ | ------------------------------- | ----------------------- | ----- | ----- |
|        | Équipe Vision Saint-Pascal      | Céline Langlais         | 1 007 | 67,13 |
|        | Enfin une équipe à votre écoute | Jacques Rivard          | 493   | 32,87 |

| Partis | Partis                          | Candidats conseiller #6  | Vote | %     |
| ------ | ------------------------------- | ------------------------ | ---- | ----- |
|        | Équipe Vision Saint-Pascal      | Rémi Pelletier (Sortant) | 817  | 54,58 |
|        | Enfin une équipe à votre écoute | Jean-Louis Paradis       | 587  | 39,21 |
|        | Indépendant                     | Jacques Bouchard         | 93   | 6,21  |

- Démission de Daniel Beaulieu (conseiller #4) le 12 mars 2018[21].
- Élection de François Gagné-Bérubé au poste de conseiller #4[21].

## Saint-Philippe-de-Néri
| Frédéric Lizotte (Sortant d'un autre poste) | 252 | 50,70 |
| Lucie Preneveau                             | 245 | 49,30 |
| Taux de participation : 71,8 %              |     |       |

| Candidats conseiller #1 | Vote            | %               |
| ----------------------- | --------------- | --------------- |
| Alain Castonguay        | Sans opposition | Sans opposition |

| Candidats conseiller #2 | Vote | %     |
| ----------------------- | ---- | ----- |
| Marco Lizotte           | 290  | 58,59 |
| Nicole Dionne           | 205  | 41,41 |

| Candidats conseiller #3 | Vote            | %               |
| ----------------------- | --------------- | --------------- |
| Gaston Roy (Sortant)    | Sans opposition | Sans opposition |

| Candidats conseiller #4                   | Vote | %     |
| ----------------------------------------- | ---- | ----- |
| Noël Alexandre (Sortant d'un autre poste) | 252  | 50,40 |
| Jean-Marie Michaud (Sortant)              | 248  | 49,60 |

| Candidats conseiller #5                    | Vote | %     |
| ------------------------------------------ | ---- | ----- |
| Roland Lévesque                            | 230  | 43,28 |
| François Dionne (Sortant d'un autre poste) | 206  | 41,45 |
| Martin Lavoie                              | 61   | 12,27 |

| Candidats conseiller #6                      | Vote | %     |
| -------------------------------------------- | ---- | ----- |
| Frédéric Dionne                              | 251  | 50,71 |
| Jean-Charles Jean (Sortant d'un autre poste) | 244  | 49,29 |

## Sainte-Anne-de-la-Pocatière
| Candidats pour la mairie  | Vote            | %               |
| ------------------------- | --------------- | --------------- |
| Rosaire Ouellet (Sortant) | Sans opposition | Sans opposition |

| Candidats conseiller #1 | Vote            | %               |
| ----------------------- | --------------- | --------------- |
| Pascale Malenfant       | Sans opposition | Sans opposition |

| Candidats conseiller #2  | Vote            | %               |
| ------------------------ | --------------- | --------------- |
| Martine Hudon (Sortante) | Sans opposition | Sans opposition |

| Candidats conseiller #3 | Vote            | %               |
| ----------------------- | --------------- | --------------- |
| Hubert Guimond-Gagné    | Sans opposition | Sans opposition |

| Candidats conseiller #4  | Vote            | %               |
| ------------------------ | --------------- | --------------- |
| Josée Michaud (Sortante) | Sans opposition | Sans opposition |

| Candidats conseiller #5    | Vote            | %               |
| -------------------------- | --------------- | --------------- |
| Carole Lévesque (Sortante) | Sans opposition | Sans opposition |

| Candidats conseiller #6     | Vote | %     |
| --------------------------- | ---- | ----- |
| Annie Sénéchal              | 171  | 59,79 |
| Ghislain Duquette (Sortant) | 115  | 40,21 |

## Sainte-Hélène-de-Kamouraska
| Candidats pour la mairie | Vote            | %               |
| ------------------------ | --------------- | --------------- |
| Louise Hémond (Sortante) | Sans opposition | Sans opposition |

| Candidats conseiller #1  | Vote            | %               |
| ------------------------ | --------------- | --------------- |
| Paul Thériault (Sortant) | Sans opposition | Sans opposition |

| Candidats conseiller #2 | Vote | % |
| ----------------------- | ---- | - |
| Aucune candidature      |      |   |

| Candidats conseiller #3 | Vote            | %               |
| ----------------------- | --------------- | --------------- |
| Marc Landry (Sortant)   | Sans opposition | Sans opposition |

| Candidats conseiller #4   | Vote            | %               |
| ------------------------- | --------------- | --------------- |
| Claude Lévesque (Sortant) | Sans opposition | Sans opposition |

| Candidats conseiller #5   | Vote            | %               |
| ------------------------- | --------------- | --------------- |
| Steeve Santerre (Sortant) | Sans opposition | Sans opposition |

| Candidats conseiller #6 | Vote            | %               |
| ----------------------- | --------------- | --------------- |
| Vital Morin (Sortant)   | Sans opposition | Sans opposition |

- Le poste de conseiller #2 est comblé par Marie-Ève Blache-Gagné entre novembre 2017 et décembre 2018[22].

- Démission de Marie-Ève Blache-Gagné, conseillère #2, en août 2019[23].